# Тимофіївка (Горлівський район)
Тимофі́ївка — село Хрестівської міської громади Горлівського району Донецької області, Україна. Населення становить 80 осіб.

## Загальні відомості
Відстань до райцентру становить близько 24 км і проходить автошляхом місцевого значення.
Землі села межують із територією Бахмутського району Донецької області.
Унаслідок російської військової агресії Тимофіївка перебуває на території ОРДЛО.

## Населення

### Мова
Розподіл населення за рідною мовою за даними перепису 2001 року:
| Мова       | Кількість | Відсоток |
| ---------- | --------- | -------- |
| українська | 48        | 60%      |
| російська  | 32        | 40%      |
| Усього     | 80        | 100%     |